# 繁點月神蟹
繁點月神蟹（学名：Ashtoret maculata），亦作繁點紋腕蟹，屬饅頭蟹總科黎明蟹科月神蟹屬。分布於台灣。與其他月神蟹屬物種一樣，其螯腳腕節具二條隆脊、掌節中央之隆脊與下緣平行、指節上緣平滑或僅末部具有顆粒之特徵。
其种加词“maculata”意为“有斑点的”。